# مير عماد الحسني

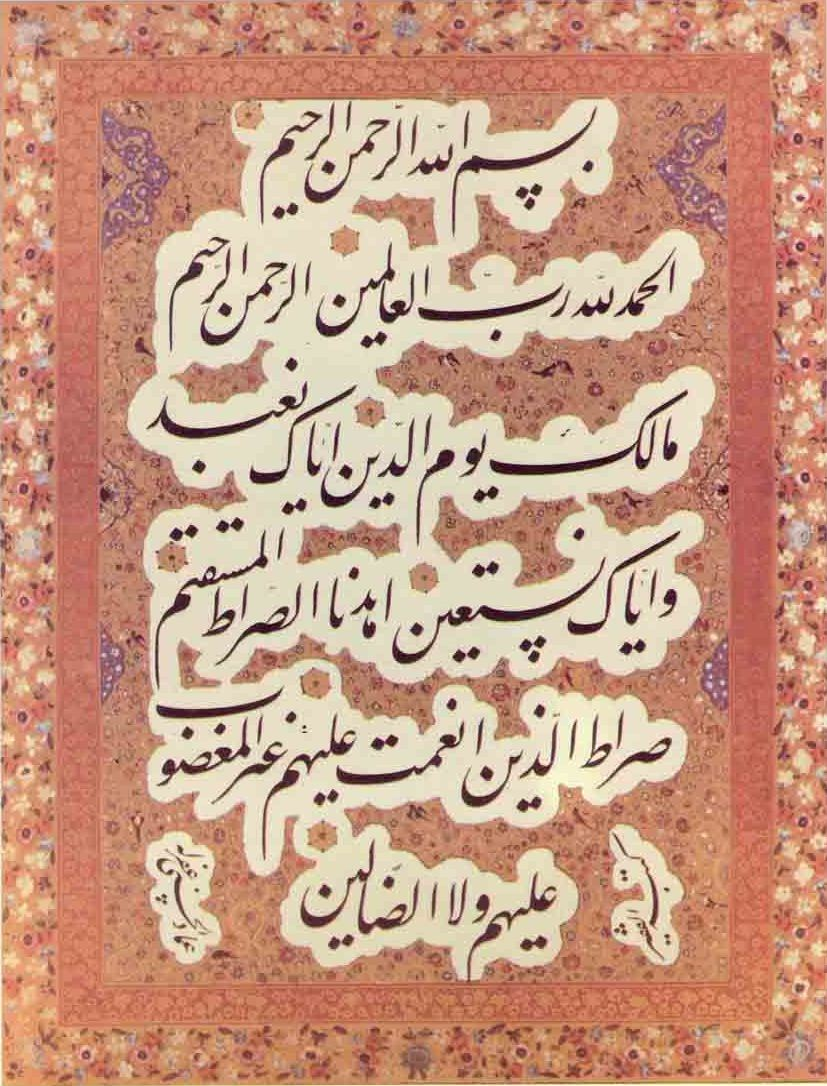
«الفاتحة» للحسني.

مير عماد بن إبراهيم الحَسَني السَّيفي القَزويني (961 - 1024 هـ / 1554 - 1615 م) هو خطاط فارسي.
دخل بلاط الشاه عباس في أصفهان خطاطًا بارعًا. قُتل سنة 1024هـ.
أقيمت مسابقة دَولية باسمه، وهي المسابقة السادسة من مسابقات مركز الأبحاث للتاريخ والفنون والثقافة الإسلامية (إرسيكا) في إستانبول، عام 2006، ومن أعضاء لجنة الحُكم فيها الخطاط عُبَيدة البَنْكي.